# Ванагас, Повилас
По́вилас Ва́нагас (лит. Povilas Vanagas; род. 23 июля 1970 года, Шяуляй, Литовская ССР, СССР) — литовский фигурист, многократный чемпион Литвы (1992—2002, 2005, 2006), двукратный призёр чемпионата Европы (2000, 2006), призёр чемпионата мира (2000) в танцах на льду. Вместе со своей постоянной партнёршей Маргаритой Дробязко выступал на пяти зимних Олимпиадах (1992, 1994, 1998, 2002, 2006), на церемониях открытия Олимпийских игр в Лиллехаммере (1994) и Нагано (1998) был знаменосцем команды Литвы.
Ванагас и Дробязко — первые литовские фигуристы, которым удалось стать призёрами чемпионата мира и Европы по фигурному катанию.

## Биография
Повилас Ванагас родился 23 июля 1970 года в Шяуляе в семье известной в Литве фигуристки и тренера Лилии Ванагене. Начал заниматься фигурным катанием на открытом катке Каунаса в 1974 году под руководством матери. В возрасте 18 лет Повилас перешёл из мужского одиночного катания в танцы на льду. Тренировался в спортивном обществе ЦСКА в группе Геннадия Аккермана, где его партнёршей стала Маргарита Дробязко. После распада СССР они совместно приняли решение выступать за Литву, что позволило им с сезона 1991—1992 гг. участвовать во всех крупнейших международных соревнованиях. На протяжении многих лет в качестве тренера и хореографа паре помогала Елена Масленникова, в середине 1990-х годов Ванагас и Дробязко около двух лет жили в Великобритании и тренировались у Джейн Торвилл и Кристофера Дина, а с 1999 года с ними работала Елена Чайковская.
Наиболее успешным в карьере Маргариты Дробязко и Ванагаса был 2000 год, когда они выиграли этап серии Гран-при Skate Canada, стали бронзовыми призёрами финала серии Гран-при, чемпионата Европы и чемпионата мира. В 2002 году на Олимпийских играх в Солт-Лейк-Сити литовские фигуристы также были близки к завоеванию медали. После оригинального танца они занимали пятое место. В произвольном танце опережавшие их итальянская и канадская пары допустили падения, однако не были наказаны за столь серьёзные ошибки судьями, расставившими пары в том же порядке, что и в оригинальном танце. Литовская федерация фигурного катания подала протест в Международный союз конькобежцев (ИСУ), но он остался неудовлетворённым.
На чемпионате мира в Нагано (2002) Дробязко и Ванагас вновь пытались опротестовать спорное решение судей. После оригинального танца они шли третьими, но, несмотря на безошибочный прокат произвольного танца, опустились на четвёртое место, проиграв паре из Израиля Галит Хаит — Сергей Сахновский одним судейским голосом. Литовская федерация фигурного катания вновь подала протест, поддержанный петицией, которую подписали более двадцати спортсменов, тренеров, хореографов и судей, в том числе россияне Татьяна Навка и Роман Костомаров, а также их тренер Александр Жулин. Результаты чемпионата пересмотрены не были, но, по мнению известной российской журналистки Елены Вайцеховской, именно этот судейский скандал стал «последней каплей», вынудившей президента ИСУ Оттавио Чинкванту настоять на введении новой системы судейства в фигурном катании.
Объявив о завершении своей спортивной карьеры, Маргарита Дробязко и Повилас Ванагас пропустили три сезона, однако в 2005 году решили её возобновить для участия в уже пятой для них Олимпиаде. Выиграв турнир «Vienna Cup», они квалифицировались на Олимпийские игры в Турине. На чемпионате Европы в Лионе (2006) пара завоевала бронзовые медали. Однако сам олимпийский турнир сложился для них менее удачно, и они смогли занять лишь седьмое место.
После сезона 2005—2006 Маргарита и Повилас окончательно ушли из большого спорта и сосредоточились на участии в ледовых шоу. Они выступают также в роли организаторов шоу «Пылающий лёд» (лит. Liepsnojantis ledas), ежегодно проводящегося в период рождественских праздников в Литве. Наибольшую известность в России им принесло участие в ледовых спектаклях Ильи Авербуха «Огни большого города» (2010) и «Тайна Острова сокровищ» (2012), а также тематических проектах Первого канала.
10 августа 2022 года президент Литвы Гитанас Науседа подписал декрет о лишении фигуристов Повиласа Ванагаса и Маргариты Дробязко рыцарских крестов ордена Великого князя Гедиминаса. Решение было принято из-за того, что Ванагас и Дробязко не отказались от участия в ледовом шоу, которое в Сочи организовала Татьяна Навка.

## Участие в телешоу
- 2007 год — «Ледниковый период» (в паре с телеведущей Ларисой Вербицкой)[8];
- 2008 год — «Ледниковый период-2» (в паре с актрисой Ксенией Алфёровой)[9];
- 2009 год — «Ледниковый период-3» (в паре с актрисой Анной Большовой, пара заняла 3 место)[10];
- 2010 год — «Лёд и пламень» (в паре с актрисой Агнией Дитковските)[11];
- 2011 год — «Болеро» (в паре с балериной Юлией Махалиной, пара получила приз зрительских симпатий)[12];
- 2012 год — «Ледниковый период. Кубок профессионалов» (занял 1 место как лучший партнёр)[13];
- 2013 год — «Ледниковый период-4» (в паре с актрисой Ириной Медведевой)[14];
- 2014 год — «Ледниковый период-5» (в паре с актрисой Анной Бегуновой)[15];
- 2016 год — «Ледниковый период-6» (в паре с актрисой Евгенией Крегжде, пара заняла 2 место)[16].
- 2020 год — «Ледниковый период-7» (в паре с актрисой Марией Луговой)[17].

## Спортивные достижения
(с М. Дробязко)
| Соревнования/Сезон      | 91—92 | 92—93 | 93—94 | 94—95 | 95—96 | 96—97 | 97—98 | 98—99 | 99—00 | 00—01 | 01—02 | 04—05 | 05—06 |
| ----------------------- | ----- | ----- | ----- | ----- | ----- | ----- | ----- | ----- | ----- | ----- | ----- | ----- | ----- |
| Зимние Олимпийские игры | 16    |       | 12    |       |       |       | 8     |       |       |       | 5     |       | 7     |
| Чемпионаты мира         | 17    | 13    | 9     | 12    | 8     | 10    | 8     | 6     | 3     | 5     | 4     |       | 4     |
| Чемпионаты Европы       | 15    | 11    | 11    | 11    | 6     | 8     | 6     | 5     | 3     | 4     | 4     |       | 3     |
| Чемпионаты Литвы        | 1     | 1     | 1     | 1     | 1     | 1     | 1     | 1     | 1     | 1     | 1     | 1     | 1     |
| Финалы Гран-При         |       |       |       |       |       |       |       | 4     | 3     | 3     | 3     |       |       |
| Skate America           |       |       |       |       |       |       |       |       |       | 2     | 3     |       |       |
| Skate Canada            |       |       |       | 2     | 8     | 4     | 4     | 2     | 1     |       |       |       |       |
| Trophee Lalique         |       |       |       | 4     |       |       |       | 3     | 3     |       |       |       | 3     |
| NHK Trophy              |       |       |       | 6     | 5     | 4     |       | 2     | 3     | 2     | 2     |       |       |
| Nations Cup             |       |       |       | 2     | 5     | 5     |       |       |       | 2     |       |       |       |
| Мемориал Карла Шефера   |       |       |       |       |       |       |       |       |       |       |       |       | 1     |
| Nebelhorn Trophy        |       | 2     | 3     |       |       |       |       |       |       |       |       |       | 2     |
| Skate Israel            |       |       |       |       | 1     | 1     |       |       |       |       |       |       |       |
| Зимние Универсиады      |       | 2     |       |       |       |       |       |       |       |       |       |       |       |

## Награды
- Кавалер ордена Великого князя Литовского Гядиминаса (1 июля 2000 года[18]; лишён 10 августа 2022 года)[19]
- Кавалер ордена «За заслуги перед Литвой» (6 февраля 2004 года)[20].

## Личная жизнь
С 2000 года Повилас Ванагас женат на своей партнёрше по танцам на льду Маргарите Дробязко. 6 декабря 2024 родилась дочь Николина.